# Räätälinsaari
Räätälinsaari est une île abritant un parc du quartier Keskusta de Vaasa en Finlande,.

## Présentation
Räätälinsaari est une zone en partie préservée avec des pelouses, des arbres et des arbustes. 
L'île Räätälinsaari est accessible à pied et à vélo le long du sentier de circulation douce.
Un brise-lames relié à Räätälinsaari a été construit pour protéger les marinas de Kalaranta et Vankilanranta